# شظية صخرية

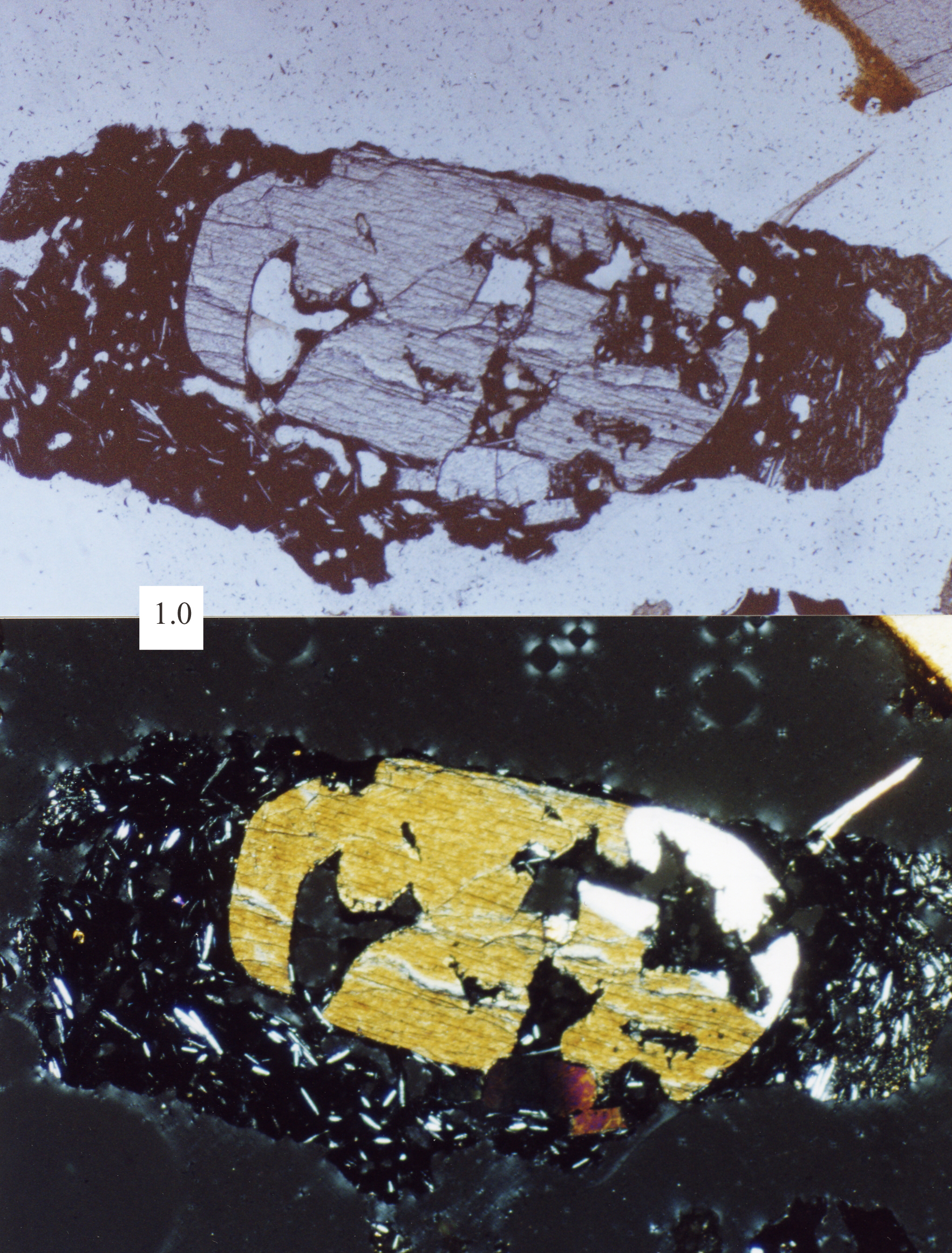
حبة رمل يمكن تصنيفها على أنها شظية صخرية. في هذه الحالة، يكون الجزء الصخري جزءًا من الصخور البركانية.

الشظية الصخرية (بالإنجليزية: Fragment rocks)‏ في الجيولوجيا الرسوبية تعرف بكونها جسيم من الرمل أو جزيئات الرمال كبيرة الحجم، التي تتكون من الحبيبات المتعددة والتي تكون مرتبطة بنطاق أو مقياس معين لحجم الحبيبات.
ويمكن أن تشمل هذه الحبيبات التي هي الرمال كبيرة الحجم على أجزاء من صخور الجرانيت وغيرها من شظايا الصخور النارية الأخرى، أو المواد الدقيقة حبيبات (شظايا الصخر الزيتي). ويستخدم هذا التعريف لل QFR في رسوم البيانية ثلاثية، تحليل المصدر، وفي مخططات التصنيف المتشعبة، بالأساس أو بالخصوص في الحجر الرملي.